# Arrondissement Charolles
Das Arrondissement Charolles ist eine Verwaltungseinheit im Département Saône-et-Loire in der französischen Region Bourgogne-Franche-Comté. Hauptort (Unterpräfektur) ist Charolles.
Es besteht aus fünf Kantonen und 126 Gemeinden.

## Kantone
- Charolles (mit 30 von 32 Gemeinden)
- Chauffailles
- Digoin
- Gueugnon
- Paray-le-Monial

## Gemeinden
Die Gemeinden des Arrondissements Chalon-sur-Saône sind:
| 1. Amanzé (71006)                            | 2. Anglure-sous-Dun (71008)       | 3. Anzy-le-Duc (71011)                    | 4. Artaix (71012)                         |
| 5. Ballore (71017)                           | 6. Baron (71021)                  | 7. Baudemont (71022)                      | 8. Baugy (71024)                          |
| 9. Beaubery (71025)                          | 10. Bois-Sainte-Marie (71041)     | 11. Bourbon-Lancy (71047)                 | 12. Bourg-le-Comte (71048)                |
| 13. Briant (71060)                           | 14. Céron (71071)                 | 15. Chalmoux (71075)                      | 16. Chambilly (71077)                     |
| 17. Champlecy (71082)                        | 18. Changy (71086)                | 19. Charolles (71106)                     | 20. Chassigny-sous-Dun (71110)            |
| 21. Chassy (71111)                           | 22. Châteauneuf (71113)           | 23. Châtenay (71116)                      | 24. Chauffailles (71120)                  |
| 25. Chenay-le-Châtel (71123)                 | 26. Clessy (71136)                | 27. Colombier-en-Brionnais (71141)        | 28. Coublanc (71148)                      |
| 29. Cressy-sur-Somme (71152)                 | 30. Cronat (71155)                | 31. Curbigny (71160)                      | 32. Curdin (71161)                        |
| 33. Cuzy (71166)                             | 34. Digoin (71176)                | 35. Dompierre-sous-Sanvignes (71179)      | 36. Dyo (71185)                           |
| 37. Fleury-la-Montagne (71200)               | 38. Fontenay (71203)              | 39. Gibles (71218)                        | 40. Gilly-sur-Loire (71220)               |
| 41. Grandvaux (71224)                        | 42. Grury (71227)                 | 43. Gueugnon (71230)                      | 44. Hautefond (71232)                     |
| 45. Iguerande (71238)                        | 46. Issy-l’Évêque (71239)         | 47. L’Hôpital-le-Mercier (71233)          | 48. La Chapelle-au-Mans (71088)           |
| 49. La Chapelle-sous-Dun (71095)             | 50. La Clayette (71133)           | 51. La Motte-Saint-Jean (71325)           | 52. Le Rousset-Marizy (71279)             |
| 53. Les Guerreaux (71229)                    | 54. Lesme (71255)                 | 55. Ligny-en-Brionnais (71259)            | 56. Lugny-lès-Charolles (71268)           |
| 57. Mailly (71271)                           | 58. Maltat (71273)                | 59. Marcigny (71275)                      | 60. Marcilly-la-Gueurce (71276)           |
| 61. Marly-sous-Issy (71280)                  | 62. Marly-sur-Arroux (71281)      | 63. Martigny-le-Comte (71285)             | 64. Melay (71291)                         |
| 65. Mont (71301)                             | 66. Montceaux-l’Étoile (71307)    | 67. Montmort (71317)                      | 68. Mornay (71323)                        |
| 69. Mussy-sous-Dun (71327)                   | 70. Neuvy-Grandchamp (71330)      | 71. Nochize (71331)                       | 72. Oudry (71334)                         |
| 73. Ouroux-sous-le-Bois-Sainte-Marie (71335) | 74. Oyé (71337)                   | 75. Ozolles (71339)                       | 76. Palinges (71340)                      |
| 77. Paray-le-Monial (71342)                  | 78. Perrigny-sur-Loire (71348)    | 79. Poisson (71354)                       | 80. Prizy (71361)                         |
| 81. Rigny-sur-Arroux (71370)                 | 82. Saint-Agnan (71382)           | 83. Saint-Aubin-en-Charollais (71388)     | 84. Saint-Aubin-sur-Loire (71389)         |
| 85. Saint-Bonnet-de-Cray (71393)             | 86. Saint-Bonnet-de-Joux (71394)  | 87. Saint-Bonnet-de-Vieille-Vigne (71395) | 88. Saint-Christophe-en-Brionnais (71399) |
| 89. Saint-Didier-en-Brionnais (71406)        | 90. Saint-Edmond (71408)          | 91. Sainte-Foy (71415)                    | 92. Sainte-Radegonde (71474)              |
| 93. Saint-Germain-en-Brionnais (71421)       | 94. Saint-Igny-de-Roche (71428)   | 95. Saint-Julien-de-Civry (71433)         | 96. Saint-Julien-de-Jonzy (71434)         |
| 97. Saint-Laurent-en-Brionnais (71437)       | 98. Saint-Léger-lès-Paray (71439) | 99. Saint-Martin-de-Lixy (71451)          | 100. Saint-Martin-du-Lac (71453)          |
| 101. Saint-Maurice-lès-Châteauneuf (71463)   | 102. Saint-Racho (71473)          | 103. Saint-Romain-sous-Versigny (71478)   | 104. Saint-Symphorien-des-Bois (71483)    |
| 105. Saint-Vincent-Bragny (71490)            | 106. Saint-Yan (71491)            | 107. Sarry (71500)                        | 108. Semur-en-Brionnais (71510)           |
| 109. Suin (71529)                            | 110. Tancon (71533)               | 111. Toulon-sur-Arroux (71542)            | 112. Uxeau (71552)                        |
| 113. Vareilles (71553)                       | 114. Varenne-l’Arconce (71554)    | 115. Varenne-Saint-Germain (71557)        | 116. Varennes-sous-Dun (71559)            |
| 117. Vauban (71561)                          | 118. Vaudebarrier (71562)         | 119. Vendenesse-lès-Charolles (71564)     | 120. Vendenesse-sur-Arroux (71565)        |
| 121. Versaugues (71573)                      | 122. Vindecy (71581)              | 123. Viry (71586)                         | 124. Vitry-en-Charollais (71588)          |
| 125. Vitry-sur-Loire (71589)                 | 126. Volesvres (71590)            |                                           |                                           |

## Neuordnung der Arrondissements 2017

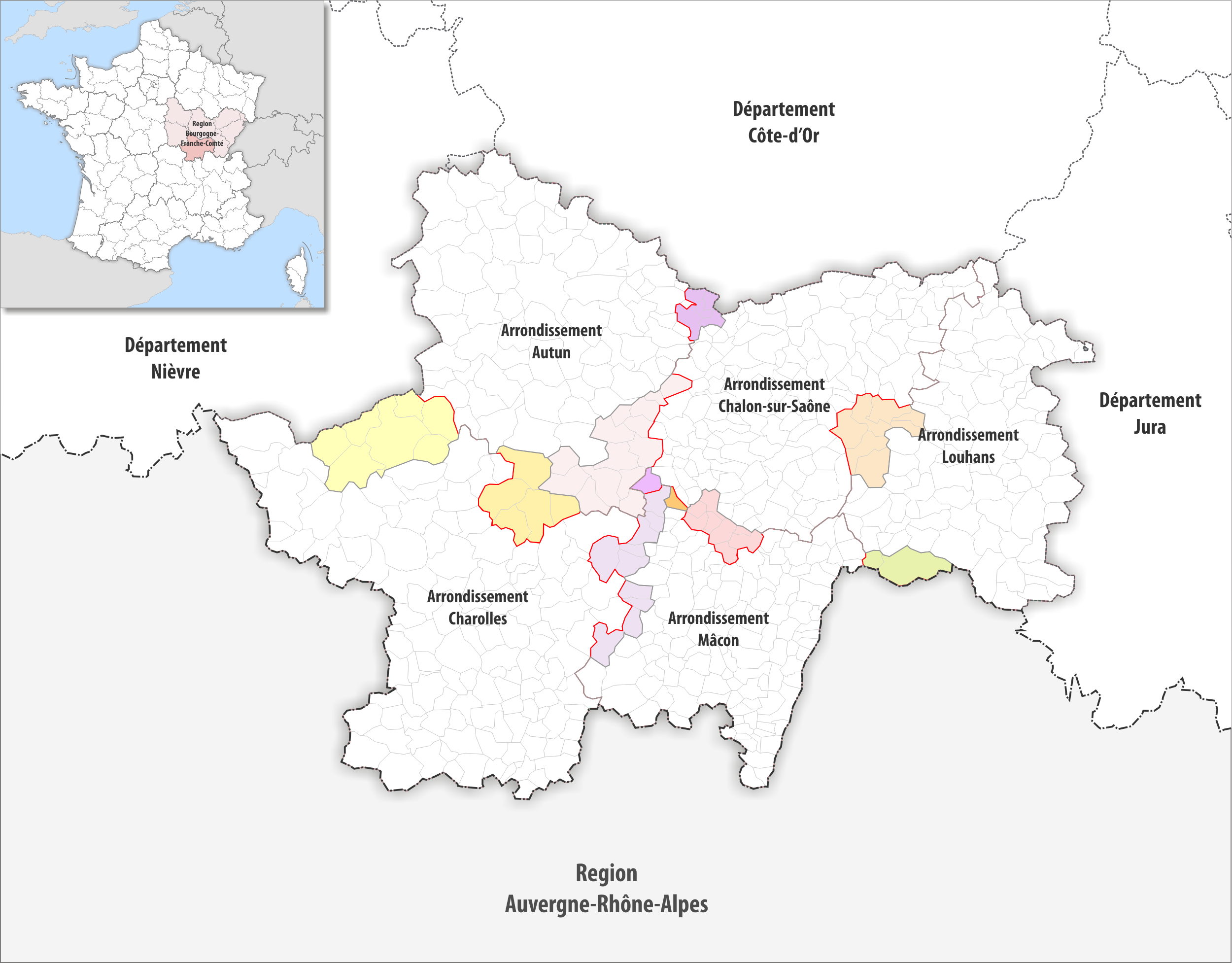
Arrondissementsanpassungen im Jahr 2017

Durch die Neuordnung der Arrondissements im Jahr 2017 wurde dem Arrondissement Charolles die Fläche der sieben Gemeinden Cressy-sur-Somme, Cuzy, Grury, Issy-l’Évêque, Marly-sous-Issy, Montmort und Sainte-Radegonde aus dem Arrondissement Autun zugewiesen.
Dafür wechselte aus dem Arrondissement Charolles die Fläche der fünf Gemeinden Ciry-le-Noble, Génelard, Perrecy-les-Forges, Pouilloux und Sanvignes-les-Mines zum Arrondissement Autun, die Fläche der zehn Gemeinden Chevagny-sur-Guye, Chiddes, Joncy, La Guiche, Pressy-sous-Dondin, Saint-Marcelin-de-Cray, Saint-Martin-la-Patrouille, Saint-Martin-de-Salencey, Sivignon und Verosvres zum Arrondissement Mâcon sowie die Fläche der Gemeinde Collonge-en-Charollais zum Arrondissement Chalon-sur-Saône.

## Ehemalige Gemeinden seit der landesweiten Neuordnung der Kantone
bis 2015:
Marizy, Le Rousset